# Andy Milligan
 (mai 2020).
Pour les articles homonymes, voir Milligan.
Andy Milligan né le 12 février 1929 à Saint Paul (Minnesota) et mort du sida le 3 juin 1991 à Los Angeles (Californie) est une figure célinienne du cinéma bis, un cinéaste autodidacte de séries Z décrit par le critique Jean-Pierre Bouyxou comme se situant entre Kenneth Anger et Ed Wood, auxquels le site Nanarland ajoute un peu de Jesus Franco pour le côté déjanté et obsessionnel et Rainer Werner Fassbinder pour le goût de la marginalité.

## Biographie

### Famille et enfance
Son père Andrew Milligan Sr. (1895–1985) était un officier de l'armée américaine qui a servi dans l'armée pendant plus de cinquante ans (prenant sa retraite au milieu des années 1960 avec le grade de colonel). La famille déménage fréquemment à travers le pays à cause de cette profession. La mère de Milligan Marie Gladys Hull (1903–1953) est une alcoolique obèse avec de graves problèmes de santé physique et mentale. Elle a servi d'inspiration pour certains des personnages des films de son fils. Les parents d'Andy Milligan se sont rencontrés et se sont mariés en 1926. Andy était proche de son père qui l'appelait affectueusement Junior, mais avait une relation très troublée avec sa mère, qui était à la fois physiquement et mentalement violente envers tous ses enfants ainsi que son mari. Son éducation l’a laissé émotionnellement et sexuellement perturbé. Son père est souvent absent, alors que sa mère est omniprésente et dominatrice, ce qui a rendu le fils misogyne.
Milligan a un demi-frère aîné nommé Harley LeRoy Hull (1924-1996) et une sœur cadette nommée Louise Milligan Howe (née en 1931). 

### Jeunesse
Après avoir terminé ses études secondaires en 1947, Milligan s'enrôle dans l'US Navy, qu'il sert pendant quatre ans. Renvoyé pour homosexualité en 1951, il devient marionnettiste itinérant pour enfants, puis chanteur dans des spectacles pour night-clubs et comédien de séries télévisées. Mais il se décourage et s'oriente dans la couture.

### Carrière
Andy Milligan ouvre une boutique de mode, ce qui l'introduit dans les milieux d'avant-garde new-yorkais. À la fin des années 1950, Milligan s'implique dans le mouvement naissant du théâtre Off-Off-Broadway où il monte des productions dans un petit café de Greenwich Village qui servait de tremplin pour des talents émergents. Milligan s'est également investi dans des productions théâtrales expérimentales. Il est aussi costumier.
Au début des années 1960, Milligan, devenu une figure de son milieu, ouvre son propre théâtre, mais l'entreprise se transforme rapidement en échec, notamment à cause du tempérament sauvage et intransigeant de Milligan. Il commence alors à réaliser des films. Il trouve ses acteurs dans le milieu théâtral excentrique où il travaille. Son premier film montré est un court métrage en noir et blanc intitulé Vapors qui est sélectionné au premier festival du film homosexuel de Los Angeles. Milligan est alors considéré comme le nouvel espoir du cinéma underground américain.
Mais le cinéaste est ensuite employé par des producteurs de films d'exploitation, en particulier William Mishkin, pour diriger des films de sexploitation ou d'horreur softcore mettant en scène de nombreux acteurs connus de la communauté théâtrale de Broadway. Du cinéma artistique d'art et d'essai, Andy Milligan va passer au cinéma bis, avant de s'enfoncer dans le nanar, fascinants par leur maladresse.
Les premiers films de Milligan ont été tournés en 16mm, ce qui permet une liberté de mouvement dont abusait le cinéaste.
Les films de Milligan ont notamment pour sujets la transgression et la punition, les relations familiales dysfonctionnelles, la sexualité réprimée, l'homosexualité et la difformité physique. Ses très petits budgets, bricolés à l'arrache avec des bouts de ficelle (parfois de la pellicule périmée), étaient projetés dans le réseau grindhouse, par exemple sur la fameuse 42ème rue à New York, réputée pour son public interlope et ses salles sordides.
En 1968, il réalise son premier film en couleurs, puis part à Londres où il tourne plusieurs œuvres.
Il revient en 1970 à New York où il commence à tourner en 35mm et ouvre à Staten Island un hôtel délabré pour sans domicile fixe, drogués, alcooliques et marginaux, qui devient un coupe-gorge.
En 1977 il tente encore l'aventure de l'ouverture d'un théâtre où sont joués des pièces classiques, des comédies musicales pour enfants et ses propres pièces. 
En 1985, le lieu, situé dans les bas-fonds new-yorkais, est contraint de fermer. Milligan quitte alors New York pour Los Angeles où il ouvre une boutique de mode qui n'a qu'une vie éphémère. Le cinéaste réalise alors quelques dernières productions Z (des films d'horreur), avant de tomber malade en 1989. 
Le cinéma d'exploitation, alors considéré comme ringard, est en déclin. Désargenté, sans assurance pour les soins de santé, le cinéaste est soutenu financièrement par un de ses anciens acteurs.

### Mort
À l'âge de 62 ans, Andy Milligan meurt le 3 juin 1991 du sida, dans la misère. En conséquence, il est enterré anonymement dans le carré des indigents d'un cimetière de Los Angeles.

### Mauvaise réputation
Milligan avait la réputation tout au long de sa vie d'être exigeant et de mauvaise humeur, provoquant souvent des conflits et des disputes avec ses acteurs, ses producteurs et son entourage. Il pouvait se montrer violent sur les tournages. Certains ont spéculé qu'il avait exactement les mêmes problèmes de santé mentale que sa mère (dont il parlait toujours négativement). 
Non-fumeur et non-buveur, Milligan réagissait si ceux qui l'entouraient fumaient des cigarettes, buvaient des boissons alcoolisées ou utilisaient tout type de drogue récréative. 
Milligan n'a jamais eu de permis de conduire et se servait donc des transports en commun. C'est un de ses acteurs habituels qui l'a conduit en voiture pendant quatre jours en 1985 lors de son déménagement de New York à Los Angeles.
Milligan, pourtant homosexuel et pratiquant le sado-masochisme, a épousé en 1968 la danseuse érotique Candy Hammond qui a obtenu le divorce un an plus tard. Elle a joué dans quelques films du cinéaste.

## Filmographie

### Réalisateur
- 1963 : Vapors (en) (moyen métrage de 32')
- 1964 : The Naked Witch (film perdu)
- 1967 : Compass Rose (film perdu)
- 1967 : Les Dégénérées (The Degenerates) (film perdu)
- 1967 : Liz (film perdu)
- 1967 : Depraved! (film perdu)
- 1968 : Kiss Me, Kiss Me, Kiss Me! (film perdu)
- 1968 : Blood Rites (en) ou The Ghastly Ones
- 1968 : Tricks of the Trade (film perdu)
- 1968 : The Filthy Five (film perdu)
- 1968 : Graines de destruction (Seeds)
- 1968 : Gutter Trash (film perdu)
- 1969 : Nightbirds
- 1969 : The Body Beneath
- 1970 : Bloodthirsty Butchers (en)
- 1970 : Guru, the Mad Monk
- 1970 : The Body Beneath
- 1971 : Dragula (film perdu)
- 1972 : The Rats Are Coming! The Werewolves Are Here! (en)
- 1972 : The Man with Two Heads
- 1972 : Fleshpot on 42nd Street
- 1974 : Blood
- 1978 : Legacy of Blood
- 1983 : Carnage
- 1989 : The Weirdo
- 1989 : Monstrosity
- 1990 : Surgikill